# 扶輪少年服務團
扶輪少年服務團（英文：Interact Club，Interact是International and action的組合字），常被簡稱為扶少團，是由國際扶輪所推動致力於青少年發展的組織，讓青少年藉此參與社區的服務了解存在於地區及國際的各種問題。
在2020年7月，全球在145個國家有扶輪少年服務團，總數為14,911，團員總人數為342,953。

## 組織

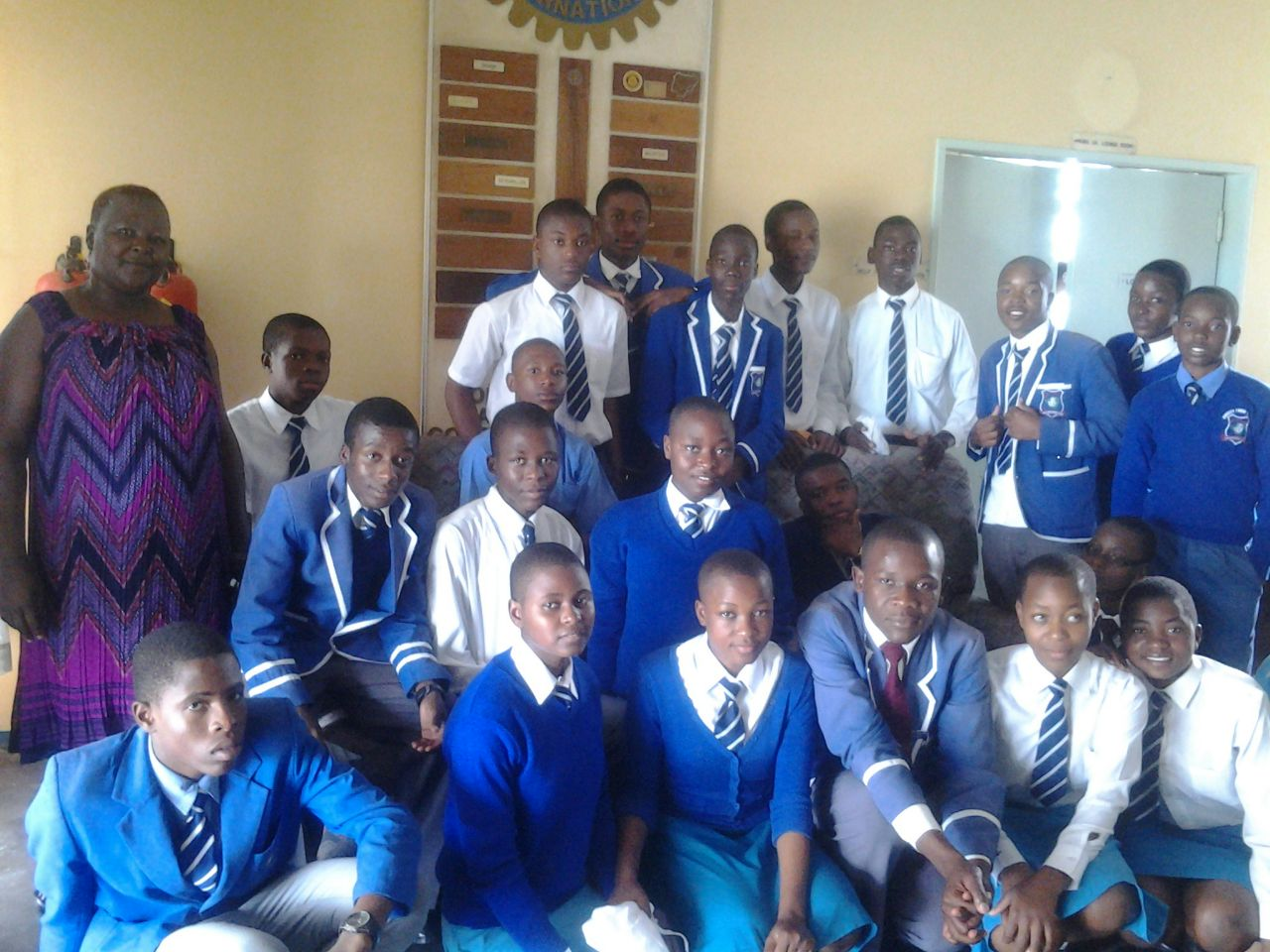
辛巴威哈拉雷的一個扶少團在老人之家服務的合照

位於全世界各地的扶輪少年服務團都是由當地的扶輪社支持成立，並遵循共同的準則運作，成員由12歲至18歲青少年組成，團員也被稱為「Interactor」。
扶輪少年服務團通常每月至少聚會兩次，扶輪少年服務團每年至少要在扶輪社的協助下完成兩項計畫，一項為社區的服務工作，另一項為促進國際了解；同時扶輪少年服務團的成員可以藉完成這些計畫的機會學習辦理活動及領導的能力。
由於成員年紀為中學階段之學生，因此扶輪社年服務團常成立於各地的中等教育學校內，成為學校的一個服務社團。

## 歷史

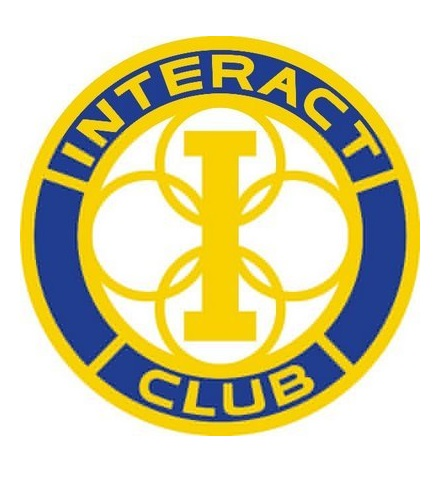
扶輪少年服務團在2013年以前所使用的團徽

早在1917年，國際扶輪的前身扶輪社全國協會就已經開始規畫如何讓青少年參與服務，1920年，紐約扶輪社開始舉辦了「男孩週」（Boys' Week），讓青少年藉此激起愛國情操，這活動漸漸地延伸到美國其他地區甚至其他國家的扶輪社；為把女性青年納入，1933年活動進一步更名為「青年週」（Youth Week）。
同時在1920年代1940年代期間，開始有扶輪社在高中內成立「Ro Club」的服務性社團，帶領當地青少年參與社區服務；但是這些組織一直沒有被國際扶輪所正式規範，直到1959-60年度的國際扶輪社長Harold T. Thomas在卸任前正式設立了一個委員會來討論這個青少年的計畫。
1962年10月28日國際扶輪正式針對12歲至18歲的中學生啟動了扶輪少年服務團的計畫，同年11月5日，由美國佛羅里達州墨爾本扶輪社在墨爾本高中成立了第一個扶輪少年服務團；此後一年內，在全世界24個國家共成立了177個扶輪少年服務團，1964年10月更擴張到35個國家，成立了450個扶輪少年服務團。
1999年起，每年會在11月5日這一週舉辦「世界扶少週」（World Interact Week），並藉此活動同時舉辦各項服務工作。

## 外部連結
- （英文） Interact的Facebook專頁
- （英文） YouTube上的Interact頻道